# President Evil
President Evil est un groupe allemand de metal alternatif, originaire de Brême.

## Histoire
En décembre 2002, peu après la création du groupe, celui-ci commence à se faire remarquer en se produisant sur scène au niveau régional et national. Après avoir remporté le concours Live in Bremen, le groupe se rend en 2004 au studio Stage One pour enregistrer dans des conditions professionnelles et sous la direction d'Andy Classen. L'EP démo Evil Goes to Hollywood est publié en autoproduction,, et d'autres concerts suivent dans toute l'Allemagne. En été 2005, AFM Records remarque le groupe dans le cadre d'un festival et propose sa collaboration.
Depuis fin 2005, President Evil se met sous contrat avec le label allemand AFM Records (entre autres Doro, Tankard, Masterplan, Destruction) et sort son premier album Trash 'N' Roll Assholeshow en avril 2006. L'enregistrement du deuxième album est achevé en septembre 2007 sous la direction de Guido Lucas, et avec un mastering assuré par Andy Classen. L'album sort en janvier 2008 sous le titre Hell in A Box,
En 2013, le nouvel album Back From Hell's Holiday est publié dans le monde entier par Firefield Records. Chris Birx de Motorjesus et Dan Nelson, l'ancien chanteur d'Anthrax, sont invités en tant que chanteurs.

## Style musical
Leur style est décrit comme « thrash 'n' roll » et contient des éléments de punk rock, de stoner rock et de thrash metal. Leur style s'inspire de groupes tels que Down, Motörhead, Kyuss, Spiritual Beggars ainsi que Slayer.

## Tournées
Outre les tournées avec Motorjesus, Betzefer et Koroded, la tournée européenne avec le groupe américain Ministry marque le point culminant du groupe. Au printemps 2007, une tournée avec les rockers américains Gwar suit. En outre, depuis leur création, ils assurent la première partie de groupes tels que Holy Moses, Smoke Blow, Exodus, Ektomorf, Disbelief, Fear Factory, Genepool, Tankard et Dew-Scented. En février 2008, President Evil ouvre aussi pour Volbeat lors de leur tournée européenne.
En novembre 2014, ils font une petite tournée en Allemagne avec Motorjesus et Gloomball. 

## Discographie
- 2005 : Evil Goes to Hollywood (EP démo, 500 exemplaires)
- 2006 : Trash 'N' Roll Assholeshow (album, AFM Records)
- 2008 : Hell In A Box (AFM Records)
- 2013 : Back From Hell's Holiday (Firefield Records)